# Surveyor 6
El Surveyor 6 va ser el sisè lander lunar al Programa Surveyor no tripulat enviat per explorar la superfície de la Lluna. Va descendir en el Sinus Medii a 0,5ºN-1,4ºO. Va efectuar el primer bot lunar amb un salt de 2,4 metres, assaig d'enlairament lunar per a les missions del Programa Apol·lo. Va enviar 30.100 imatges i va dur a terme un estudi de la superfície lunar amb partícules alfa.

## Prova d'allunatge suau
En una prova addicional de tecnologia espacial, els motors del Surveyor 6 es van reiniciar i van cremar durant 2,5 segons en el primer enlairament lunar el 17 de novembre a les 10.32 UTC. Això va crear 150 lbf (700 N) d'empenyiment i va aixecar el vehicle a 4 m de la superfície lunar. Després de moure's cap a l'oest a 2,5 m, la nau espacial va tornar a allunar suaument amb èxit i va continuar funcionant segons el dissenyat.